# The Bride Screamed Murder
The Bride Screamed Murder es el vigésimo álbum de estudio de Melvins, fue lanzado el 1 de julio de 2010. Es el primer álbum de la banda que ha llegado al Billboard 200 Pop Charts ubicándose en el puesto n.º 200, vendiendo 2.809 discos en las primeras semanas de lanzamiento.
En octubre de 2010, fue publicado el video musical de la canción "Electric Flower" por Scion Audio/Visual y dirigido por Mark Brooks.

## Lista de canciones
Todas las canciones compuestas por Melvins a menos que se indique lo contrario

| N.º | Título                 | Escritor(es)   | Duración |  |
| 1.  | «The Water Glass»      |                | 4:16     |  |
| 2.  | «Evil New War God»     |                | 4:48     |  |
| 3.  | «Pig House»            |                | 5:29     |  |
| 4.  | «I'll Finish You Off»  |                | 4:57     |  |
| 5.  | «Electric Flower»      |                | 3:27     |  |
| 6.  | «Hospital Up»          |                | 5:38     |  |
| 7.  | «Inhumanity and Death» |                | 3:03     |  |
| 8.  | «My Generation»        | Pete Townshend | 7:39     |  |
| 9.  | «P.G. x 3»             | Tradicional    | 6:20     |  |

## Personal
- King Buzzo – Guitarra, voz
- Dale Crover – batería, coros
- Jared Warren – bajo, coros
- Coady Willis – Batería, coros
- Mackie Osborne - Arte
- John Golden -   Mastering
- Toshi Kasai - Grabación[9]